# Tolgadia bivittata
Tolgadia bivittata är en insektsart som först beskrevs av Sjöstedt 1920.  Tolgadia bivittata ingår i släktet Tolgadia och familjen gräshoppor. Inga underarter finns listade i Catalogue of Life.